# Enkplatz metróállomás
Enkplatz egy metróállomás Bécsben a bécsi metró U3-as vonalán a 11. kerületben, vagyis Simmeringben. A megálló földfelszín alatti, kétvágányos és középperonos kialakítású.

## Átszállási kapcsolatok
| U3 (Ottakring ↔ Simmering) |                        |                         |
| Állomás                    | Átszállási kapcsolatok | Fontosabb létesítmények |
| Enkplatz                   | 11, 71 15A, 76A, 76B   |                         |

## Galéria

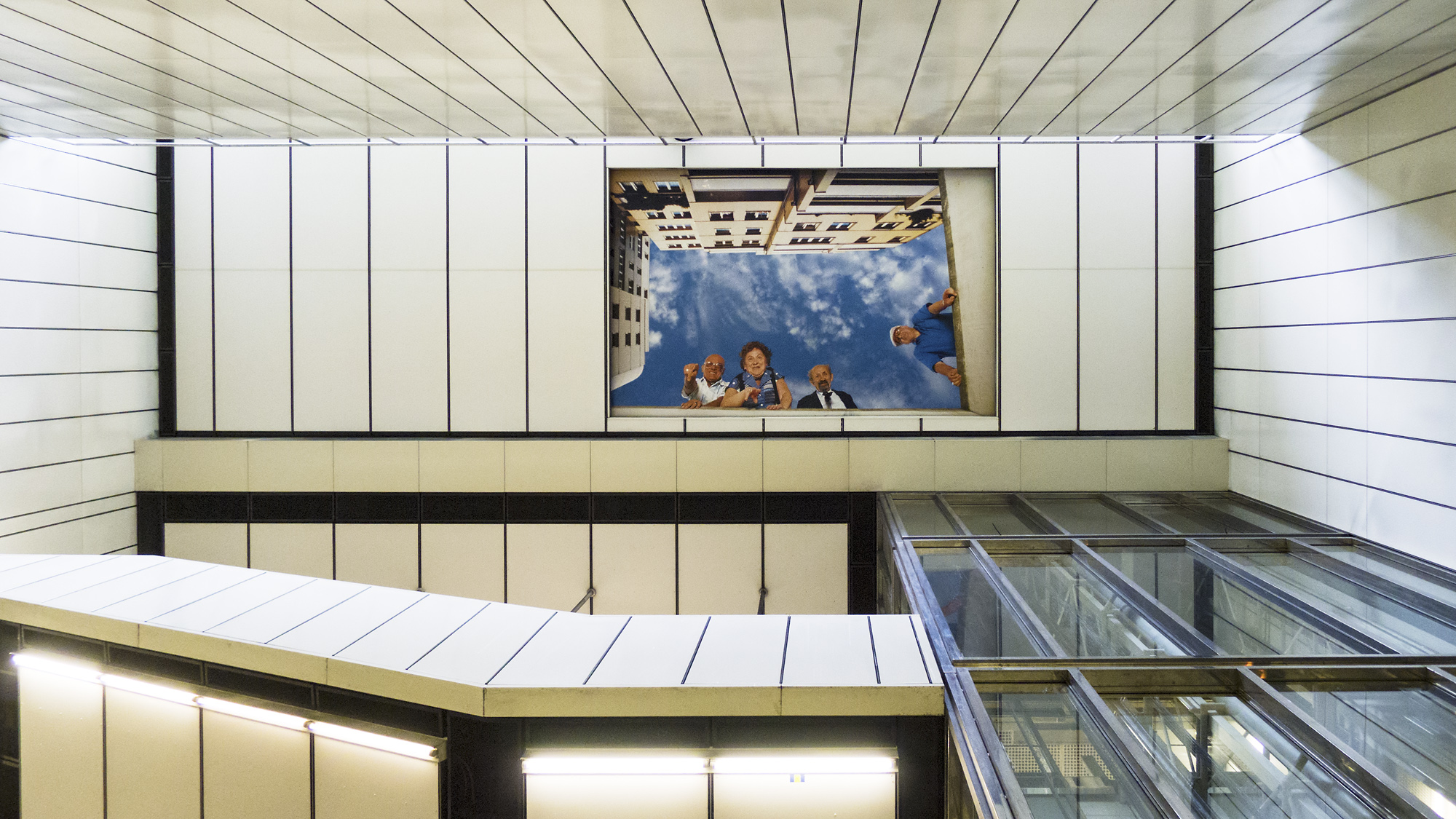
A 17 m magas állomás tetejére egy  7 x 4,5 m fotót helyeztek...
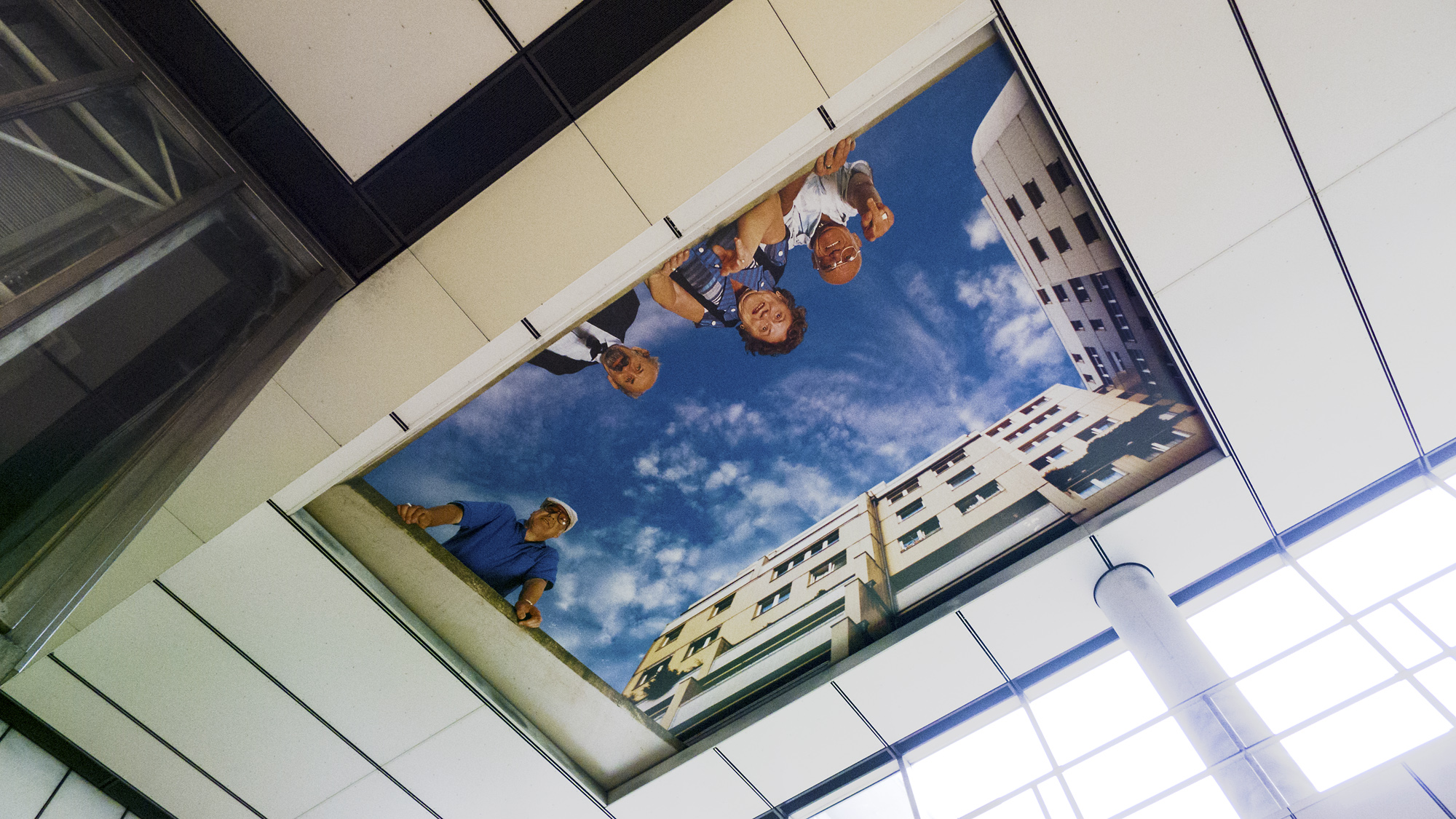
...ami olyan, mint ha az utasokat fentről néznék az utcáról
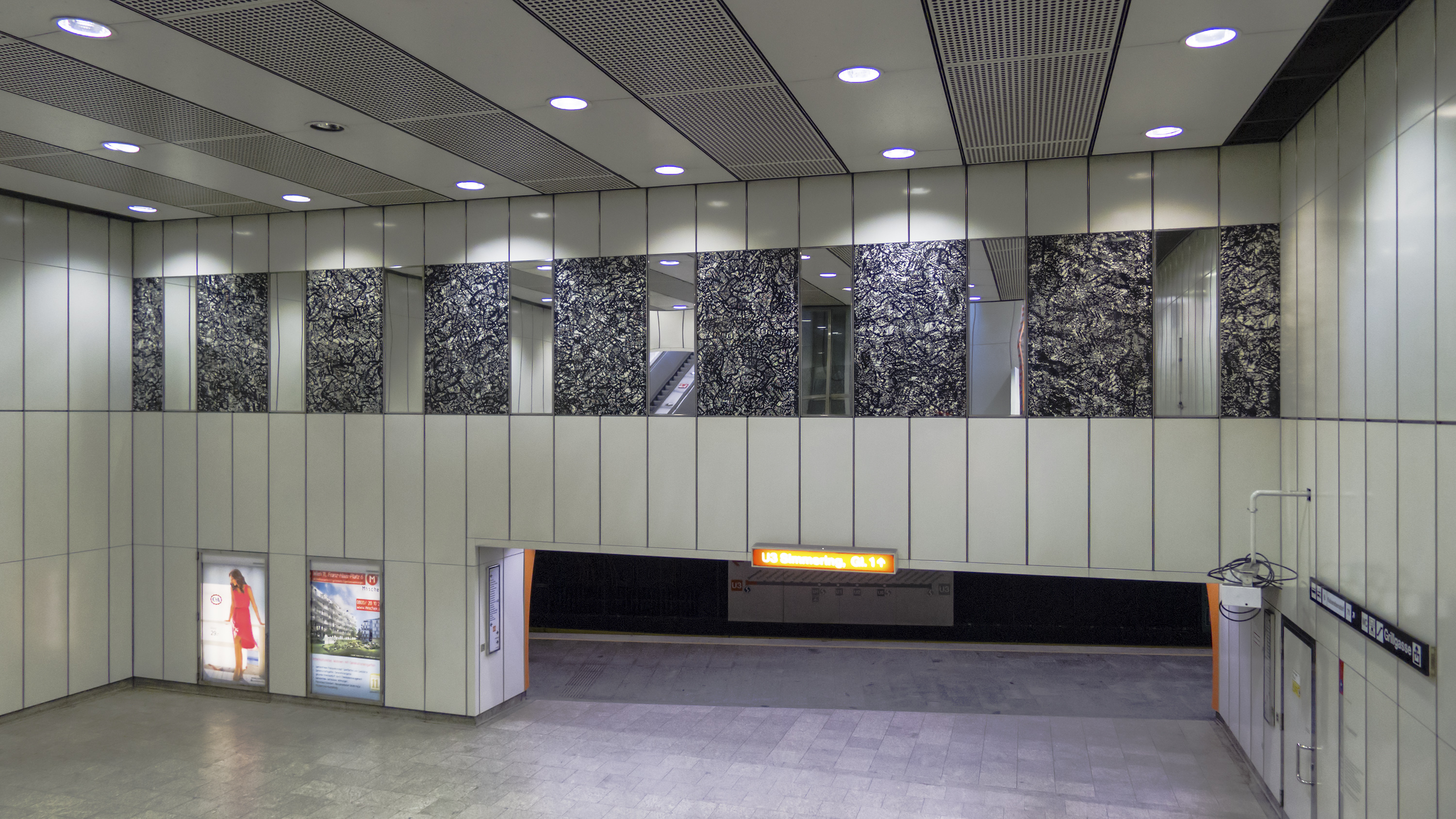
tükörképek
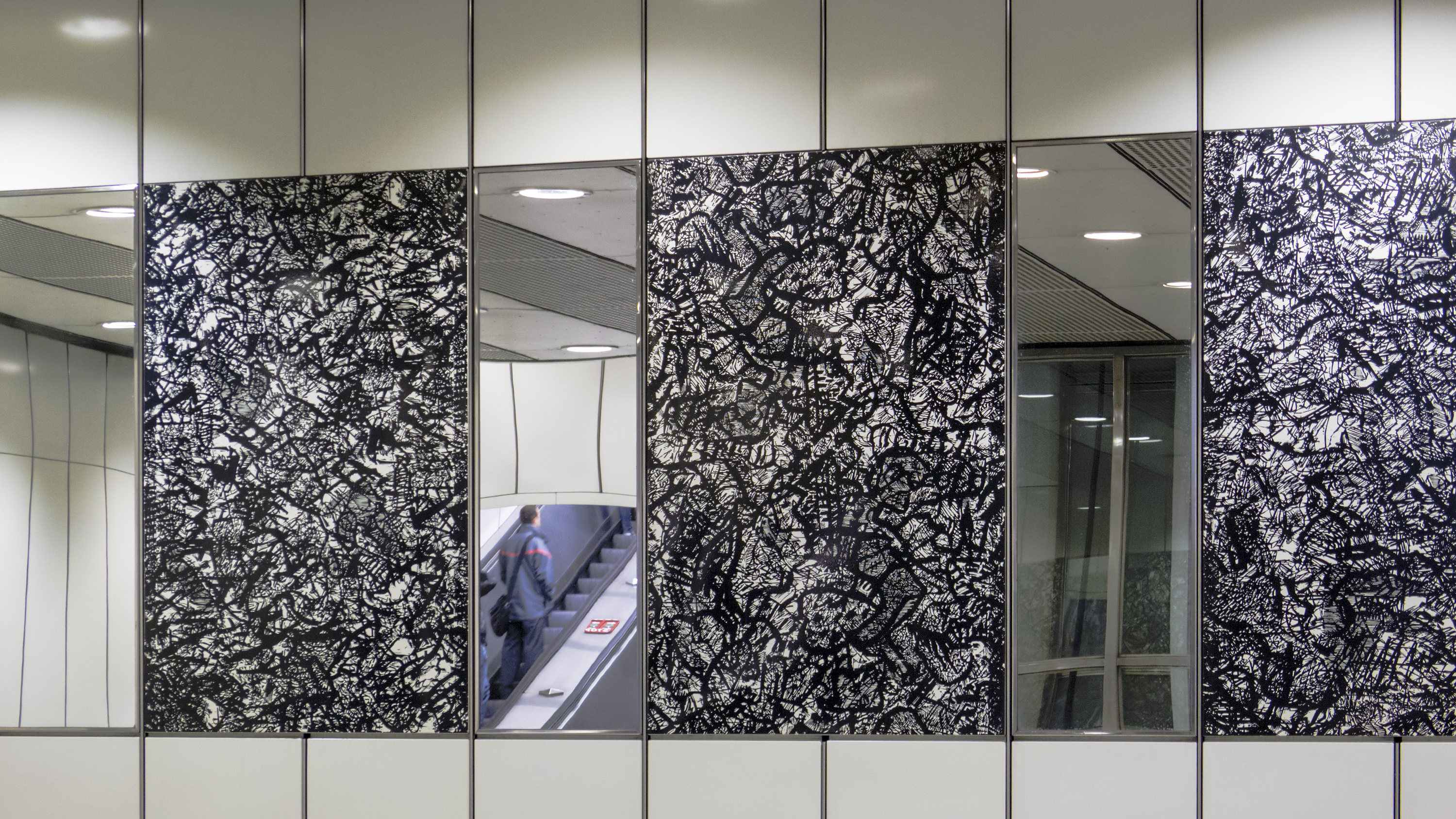
tükörképek